# Arthur Gore, V conte di Arran
Arthur Saunders Gore, V conte di Arran (Bath, 6 gennaio 1839 – Londra, 14 marzo 1901), è stato un nobile e diplomatico irlandese.

## Biografia

### Infanzia ed educazione
Era il figlio maggiore di Philip Gore, IV conte di Arran, e di sua moglie Elizabeth Marianne Napier, figlia del generale Sir William Francis Patrick Napier. Studiò a Eton College e successivamente entrò nel servizio diplomatico. Era conosciuto con il titolo di Visconte Sudley.

### Carriera diplomatica
Fu nominato sceriffo di Donegal nel 1863. Dal 1865 al 1884 servì nelle ambasciate di Hannover, Stoccarda, Lisbona e Parigi. 
Nel 1884 succedette al padre alla contea, ma con un titolo nobiliare irlandese non gli diede il diritto ad un seggio alla Camera dei lord. Tuttavia, più tardi nello stesso anno fu creato Barone Sudley, nella Paria del Regno Unito, che gli diede un posto automatico nella camera alta del Parlamento. 

### Primo matrimonio
Sposò, il 21 febbraio 1865, Lady Edith Elizabeth Henrietta Jocelyn (1845-1871), figlia di Robert Jocelyn, visconte Jocelyn e di Lady Frances Elizabeth Cowper. Ebbero quattro figli.

### Secondo matrimonio
Sposò il 29 luglio 1889, Winifred Ellen Reilly, figlia di John Reilly e vedova di John Montagu Stopford. Ebbero una figlia.

### Morte
Morì il 14 marzo 1901 a Londra. Fu sepolto nel cimitero di Windsor.

## Discendenza
Lord Arran e la sua prima moglie Lady Edith Elizabeth Henrietta Jocelyn ebbero:
- Lady Mabell Frances Elizabeth (1866-1956), moglie del David Ogilvy, XI conte di Airlie, ebbero cinque figli;
- Lady Cicely Alice (1867-1955), sposò James Gascoyne-Cecil, IV marchese di Salisbury, ebbero quattro figli;
- Arthur Gore, VI conte di Arran (1868-1958);
- Lady Esther Georgiana Caroline (1870-1955), sposò William Smith, II visconte Hambleden, ebbero cinque figli.

Dalle sue seconde nozze con Winifred Ellen Reilly nacque:
- Lady Winifred Helene Lettice (1891-1958).

## Ascendenza
|                                |               |                                | Genitori                              |  |  | Nonni |  |  | Bisnonni                       |  |  | Trisnonni                     |  |
|                                |               |                                |                                       |  |  |       |  |  | Arthur Gore, II conte di Arran |  |  | Arthur Gore, I conte di Arran |  |
|                                |               |                                |                                       |  |  |       |  |  | Arthur Gore, II conte di Arran |  |  | Arthur Gore, I conte di Arran |  |
|                                |               | Jane Saunders                  |                                       |  |  |       |  |  | Arthur Gore, II conte di Arran |  |  |                               |  |
| William John Gore              |               |                                |                                       |  |  |       |  |  | Arthur Gore, II conte di Arran |  |  |                               |  |
|                                |               | Catherine Annesley             | William Annesley, I visconte Glerawly |  |  |       |  |  |                                |  |  |                               |  |
|                                |               | Catherine Annesley             | William Annesley, I visconte Glerawly |  |  |       |  |  |                                |  |  |                               |  |
|                                |               | Catherine Annesley             | Anne Beresford                        |  |  |       |  |  |                                |  |  |                               |  |
| Philip Gore, IV conte di Arran |               | Catherine Annesley             |                                       |  |  |       |  |  |                                |  |  |                               |  |
|                                |               | Thomas Hales, IV baronetto     | Thomas Hales, III baronetto           |  |  |       |  |  |                                |  |  |                               |  |
|                                |               | Thomas Hales, IV baronetto     | Thomas Hales, III baronetto           |  |  |       |  |  |                                |  |  |                               |  |
|                                |               | Thomas Hales, IV baronetto     | Mary Marsham                          |  |  |       |  |  |                                |  |  |                               |  |
| Caroline Hales                 |               | Thomas Hales, IV baronetto     |                                       |  |  |       |  |  |                                |  |  |                               |  |
|                                |               | Mary Heyward                   | Gervase Heyward                       |  |  |       |  |  |                                |  |  |                               |  |
|                                |               | Mary Heyward                   | Gervase Heyward                       |  |  |       |  |  |                                |  |  |                               |  |
|                                |               | Mary Heyward                   | …                                     |  |  |       |  |  |                                |  |  |                               |  |
| Arthur Gore, V conte di Arran  |               | Mary Heyward                   |                                       |  |  |       |  |  |                                |  |  |                               |  |
|                                | George Napier | Francis Napier, VI lord Napier |                                       |  |  |       |  |  |                                |  |  |                               |  |
|                                | George Napier | Francis Napier, VI lord Napier |                                       |  |  |       |  |  |                                |  |  |                               |  |
|                                | George Napier | Henrietta Mary Hope            |                                       |  |  |       |  |  |                                |  |  |                               |  |
| William Francis Patrick Napier | George Napier |                                |                                       |  |  |       |  |  |                                |  |  |                               |  |
|                                |               | Sarah Lennox                   | Charles Lennox, II duca di Richmond   |  |  |       |  |  |                                |  |  |                               |  |
|                                |               | Sarah Lennox                   | Charles Lennox, II duca di Richmond   |  |  |       |  |  |                                |  |  |                               |  |
|                                |               | Sarah Lennox                   | Sarah Cadogan                         |  |  |       |  |  |                                |  |  |                               |  |
| Elizabeth Marianne Napier      |               | Sarah Lennox                   |                                       |  |  |       |  |  |                                |  |  |                               |  |
|                                |               | Henry Edward Fox               | Henry Fox, I barone Holland           |  |  |       |  |  |                                |  |  |                               |  |
|                                |               | Henry Edward Fox               | Henry Fox, I barone Holland           |  |  |       |  |  |                                |  |  |                               |  |
|                                |               | Henry Edward Fox               | Georgiana Lennox                      |  |  |       |  |  |                                |  |  |                               |  |
| Caroline Amelia Fox            |               | Henry Edward Fox               |                                       |  |  |       |  |  |                                |  |  |                               |  |
|                                |               | Marianne Clayton               | William Clayton                       |  |  |       |  |  |                                |  |  |                               |  |
|                                |               | Marianne Clayton               | William Clayton                       |  |  |       |  |  |                                |  |  |                               |  |
|                                |               | Marianne Clayton               | Maria Eliza Catherine Lloyd           |  |  |       |  |  |                                |  |  |                               |  |
|                                |               | Marianne Clayton               |                                       |  |  |       |  |  |                                |  |  |                               |  |